# Aderus tovarensis
Aderus tovarensis es una especie de coleóptero de la familia Aderidae. Fue descrita científicamente por Maurice Pic en 1921.

## Distribución geográfica
Habita en Venezuela.